# Graphoderus adamsii
Graphoderus adamsii är en skalbaggsart som först beskrevs av Clark 1864.  Graphoderus adamsii ingår i släktet Graphoderus och familjen dykare. Inga underarter finns listade i Catalogue of Life.